# The Royal Mews

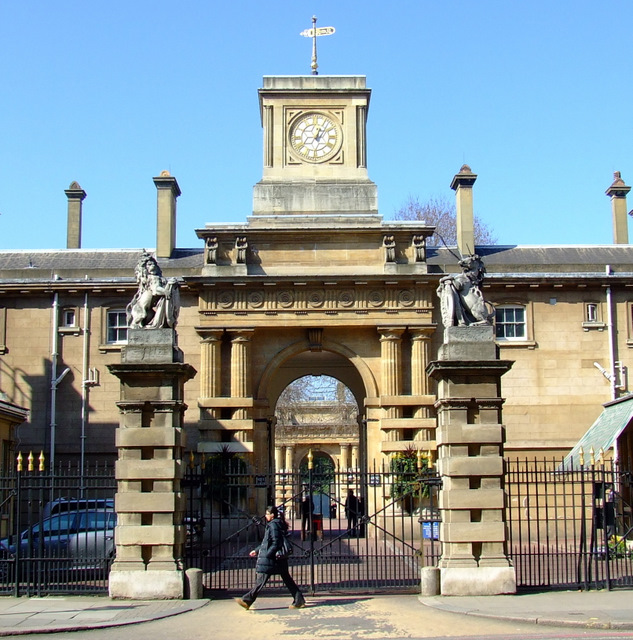
Entrada da Royal Mews.

The Royal Mews é uma cavalariça (isto é, estábulos combinados, casa de carruagens e em tempos recentes também a garagem) da família real britânica. Em Londres, o Royal Mews ocupou dois locais principais, antigamente em Charing Cross, e desde 1820 no Palácio de Buckingham. O local está aberto ao público durante a maior parte do ano.

## Charing Cross

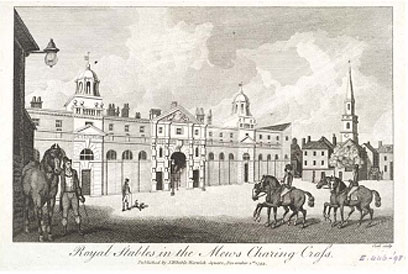
The Royal Mews em Charing Cross em 1793.

O primeiro conjunto de estábulos a serem chamados de cavalariças foi em Charing Cross, no extremo oeste de The Strand. Os falcões reais foram mantidos neste local a partir de 1377 e o nome deriva do fato de que eles estavam confinados lá no tempo da muda (ou "mew").
O edifício foi destruído pelo fogo em 1534 e reconstruído como um estábulo, mantendo seu antigo nome quando adquiriu esta nova função. Em mapas antigos, como o mapa "Woodcut" de Londres do início da década de 1560, os Mews podem ser vistos estendendo-se para o local da atual Leicester Square.
Este edifício era geralmente conhecido como Mews do Rei, mas também era conhecido como Royal Mews, Royal Stables, ou como Mews da Rainha quando havia uma mulher no trono. Foi reconstruído novamente em 1732 para os desenhos de William Kent, e no início do século 19 foi aberto ao público.
Em 15 de junho de 1820, os guardas dos Royal Mews se amotinaram em apoio a Caroline de Brunswick, a quem o rei Jorge IV pretendia se divorciar.
Era um impressionante edifício clássico, e havia um espaço aberto em frente a ele, classificado entre os maiores no centro de Londres, numa época em que os Parques Reais ficavam na periferia da cidade e os jardins das praças de Londres estavam abertos apenas para os moradores das casas vizinhas.

## Palácio de Buckingham

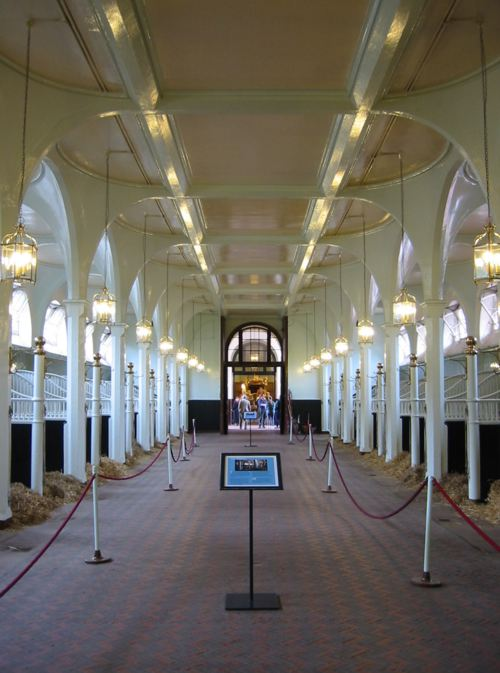
Estábulos no Royal Mews.

O atual Royal Mews fica nos Jardins do Palácio de Buckingham, ao sul dos Jardins do Palácio de Buckingham, perto de Grosvenor Place.
Na década de 1760, Jorge III transferiu alguns de seus cavalos e carruagens do dia-a-dia para os terrenos da Buckingham House, que adquirira em 1762 para o uso de sua esposa, mas os principais estábulos reais que abrigavam os treinadores cerimoniais e seus cavalos Mews do rei. No entanto, quando seu filho Jorge IV teve o Palácio de Buckingham convertido na principal residência real na década de 1820, todo o estabelecimento de estábulos foi transferido. O antigo Mews em Charing Cross foi demolido e Trafalgar Square foi construído no local. O atual Royal Mews foi construído para projetos de John Nash e foi concluído em 1825 (embora a Escola de Equitação, pensada para ser por William Chambers, remonta a 1760). Os edifícios foram modificados extensivamente desde então.
O Royal Mews é regularmente aberto ao público. Os treinadores do estado e outras carruagens são mantidos lá, juntamente com cerca de 30 cavalos, juntamente com os seus homólogos modernos, os automóveis do Estado. Coachmen, noivos, motoristas e outros funcionários são acomodados em apartamentos acima das casas de carruagem e estábulos.

### Carruagens Reais e de Estado
Algumas das carruagens armazenadas no Mews são retratadas aqui em ação; vários outros são ilustrados em suas próprias páginas (veja a lista abaixo).

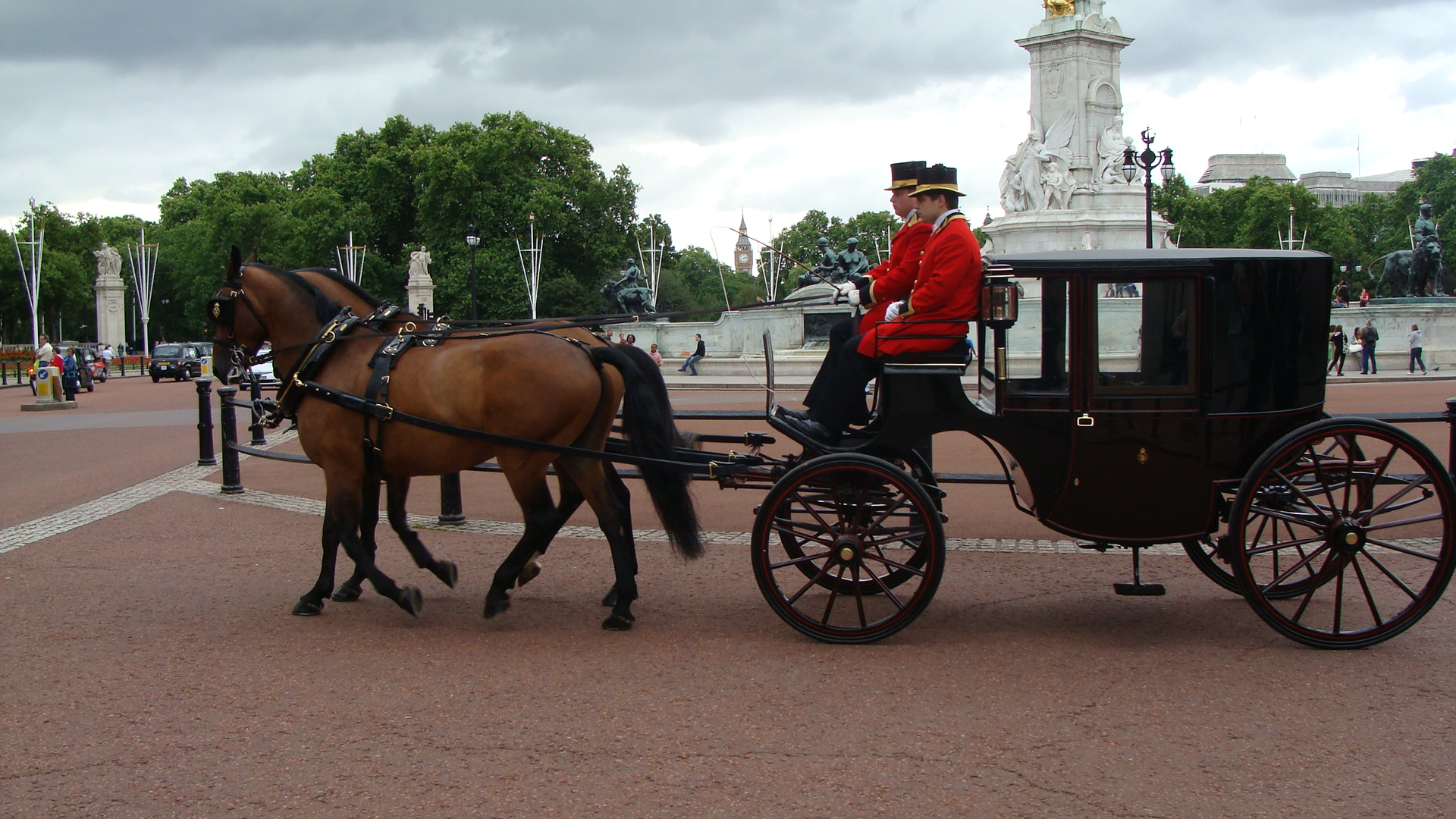
Um Clarence do Royal Mews, desenhado por um par de cavalos da Baía de Cleveland, passando pelo Memorial Victoria. (Um Clarence é um Brougham maior que o padrão, de dois cavalos.)
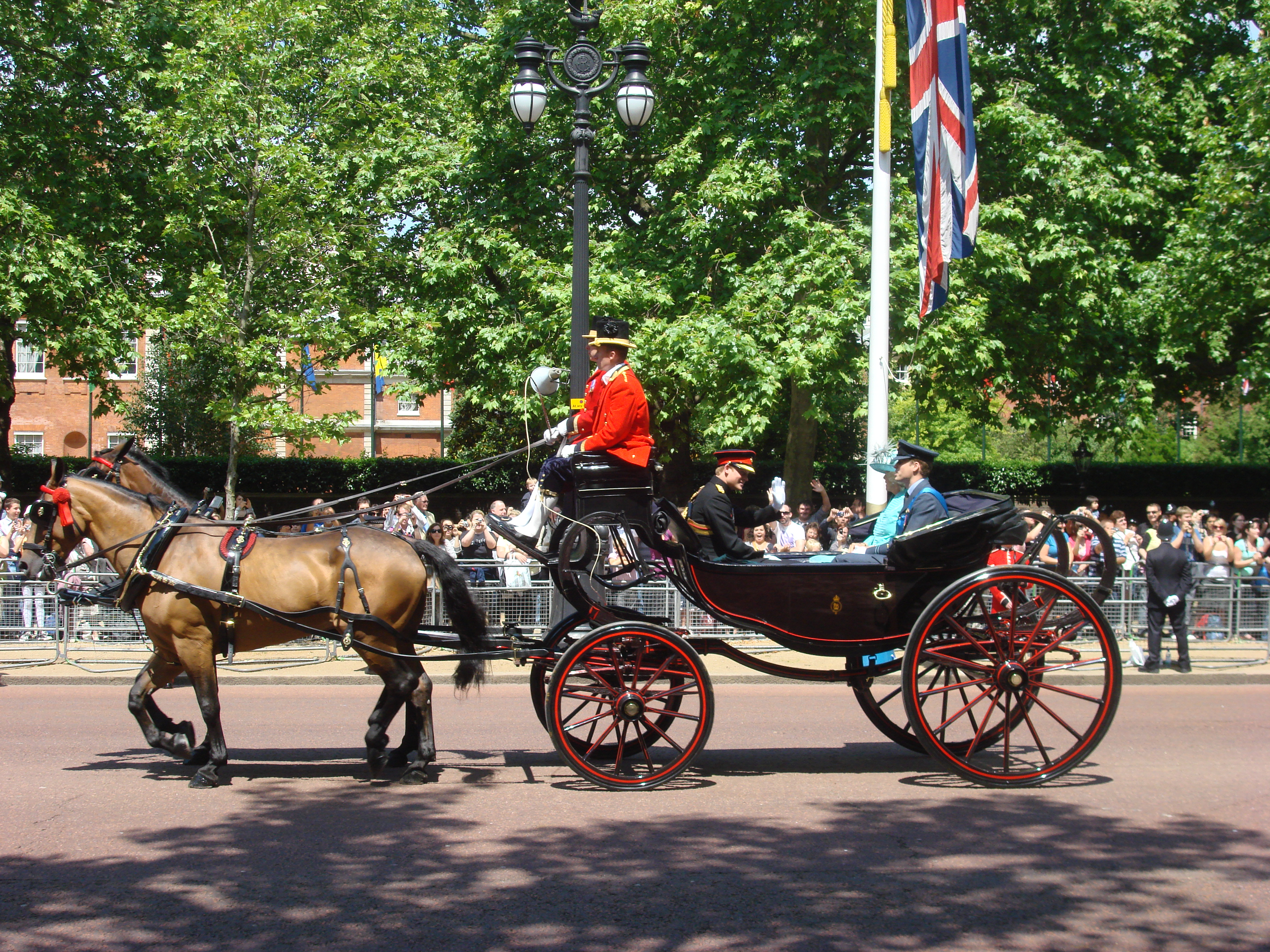
Um dos dois Royal Mews Barouches carregando membros da Família Real no 2009 Trooping the Colour.
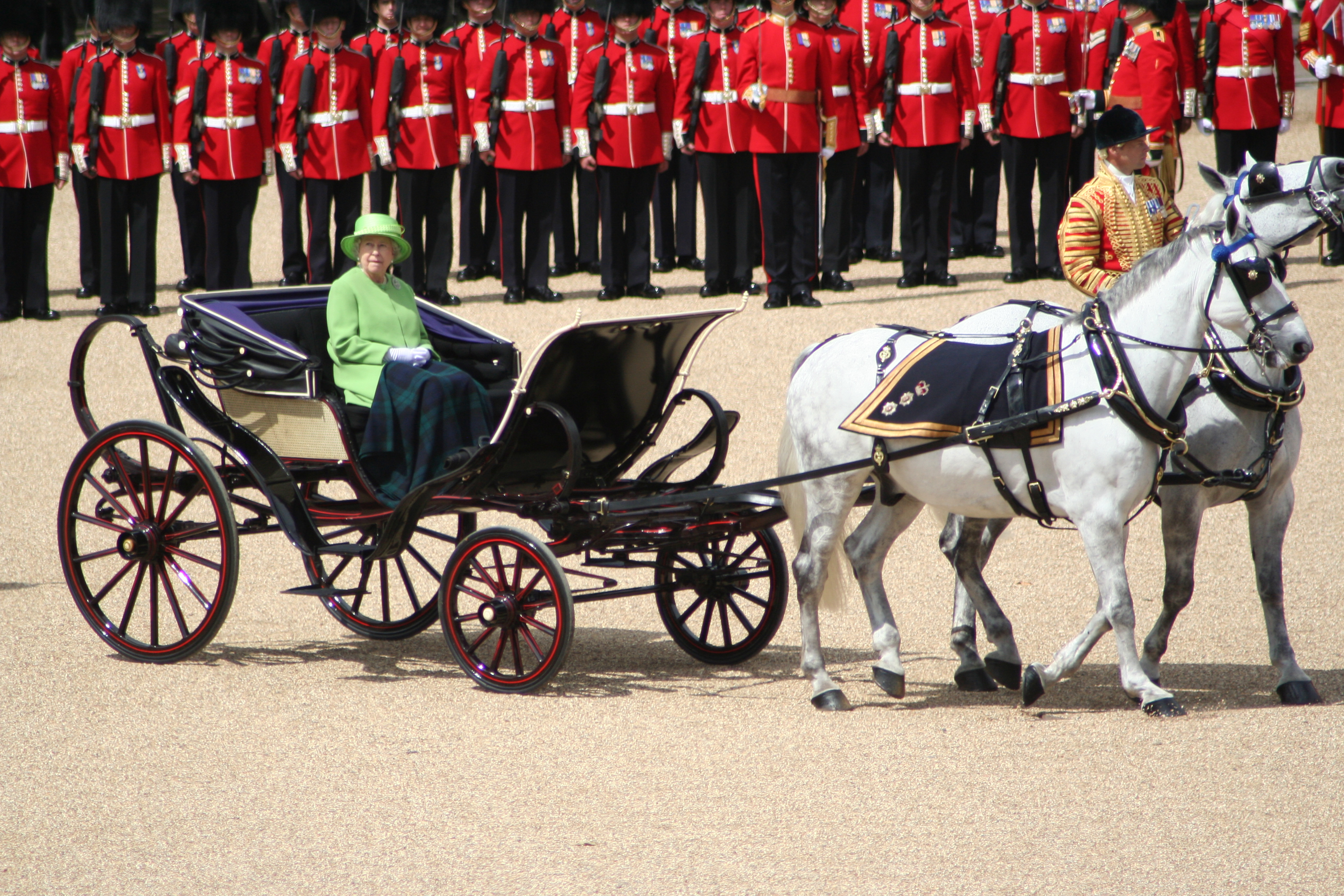
A rainha montada em um Phaeton, puxada por cavalos de Windsor Gray, no 2007 Trooping the Colour. (Esta carruagem é conhecida como 'Phaeton montado em marfim').
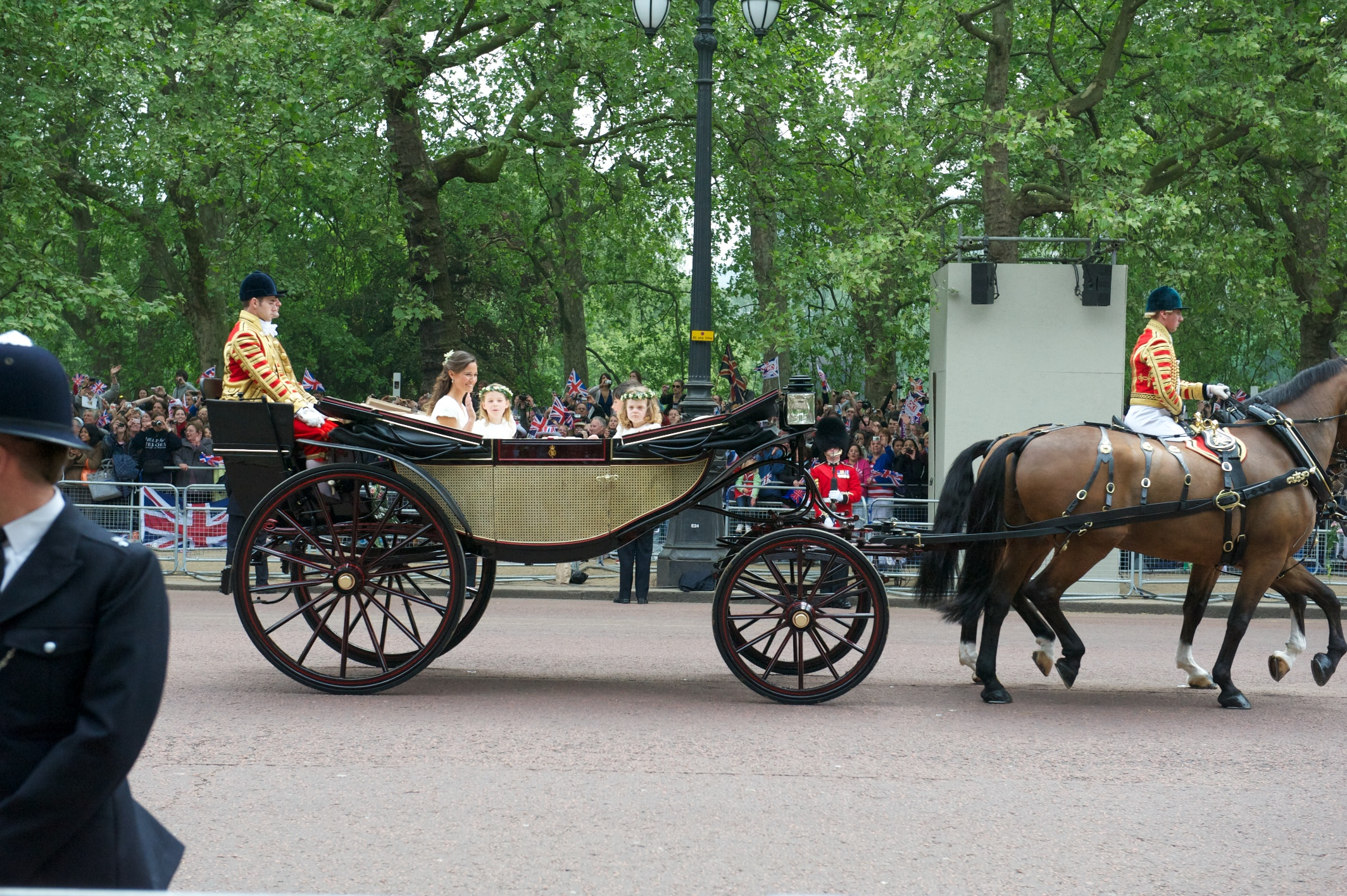
'Ascot' Landau transportando damas de honra de volta da Abadia de Westminster para o Palácio de Buckingham após o casamento do Duque e da Duquesa de Cambridge, 2011.
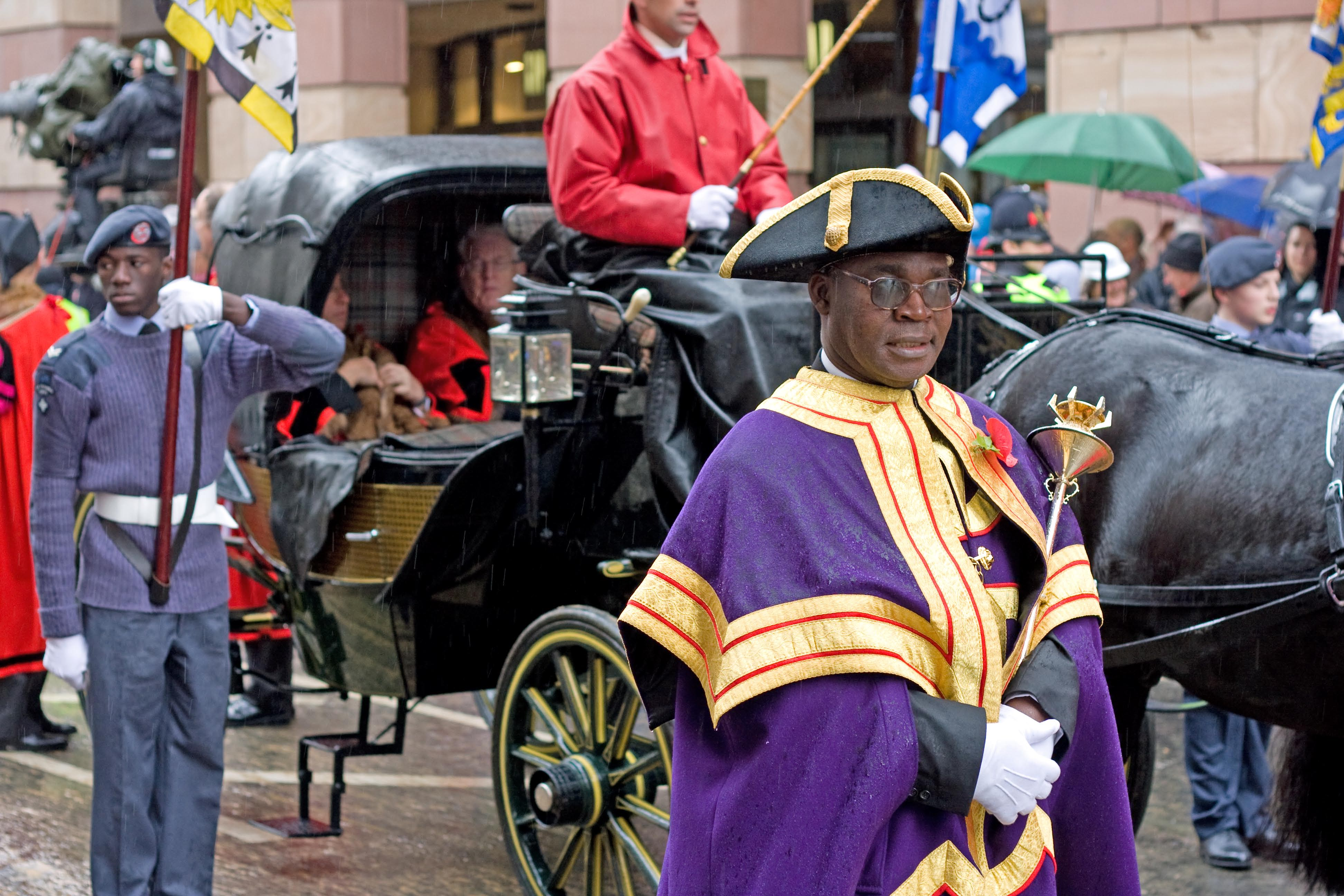
O 'Balmoral' Sociável em um dia úmido no Show do Lord Mayor.
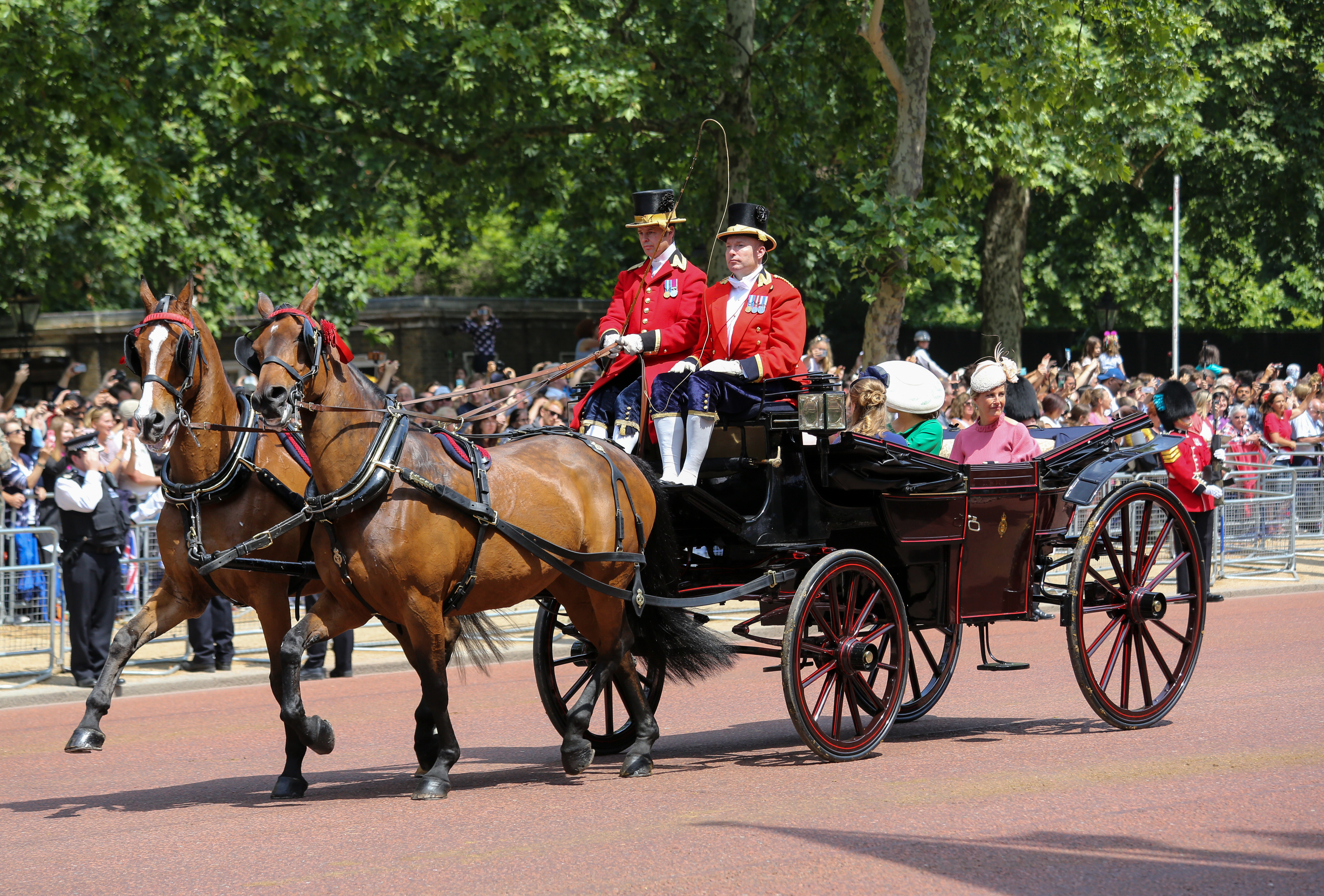
O Landau 'Balmoral' transmitindo a Condessa de Wessex e outros de Trooping the Colour, 2018.

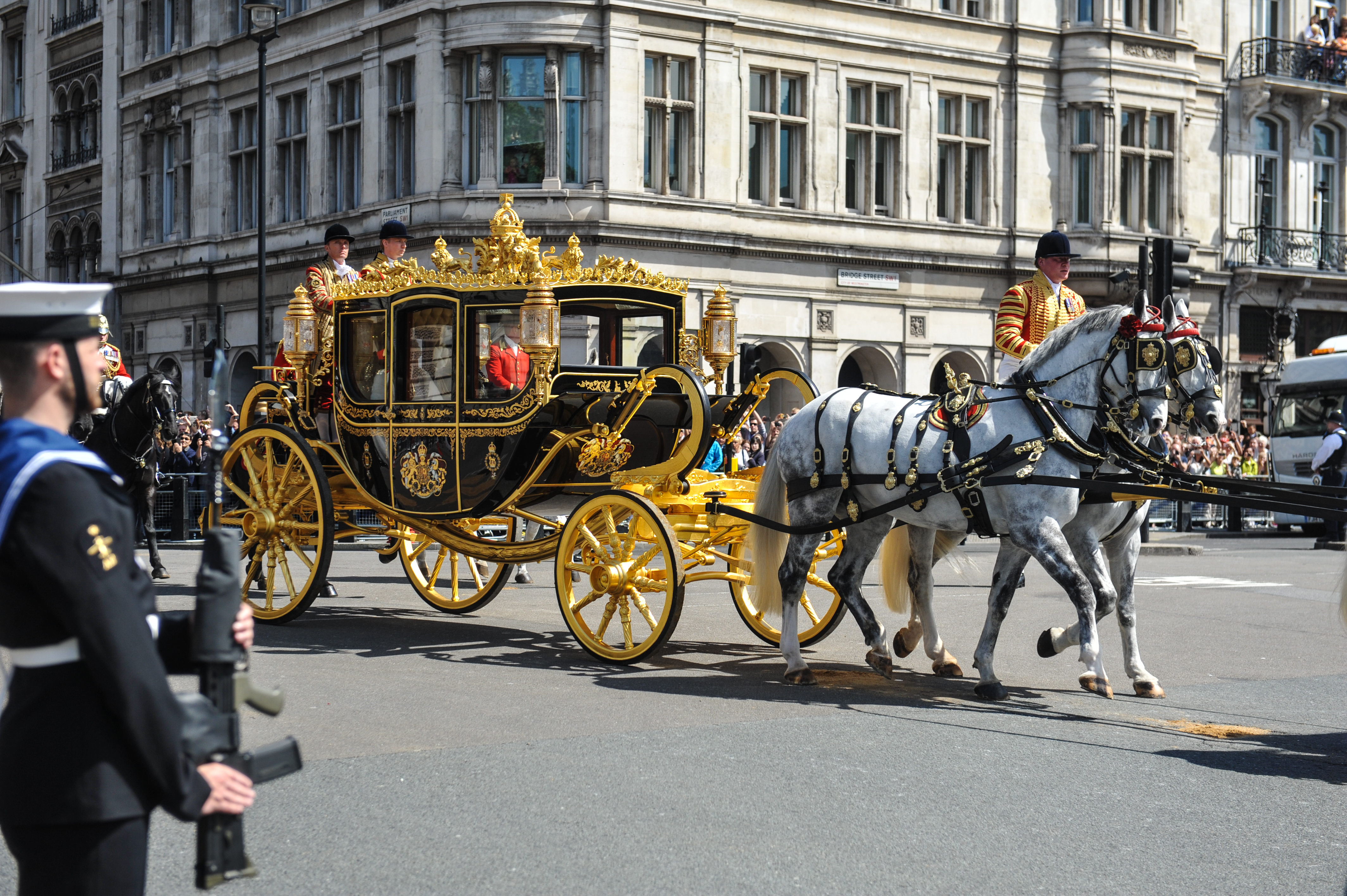
Diamond Jubilee State Coach sendo utilizado na Abertura do Parlamento.

Os veículos sob os cuidados dos Royal Mews estão listados abaixo. Um bom número está em exibição pública, embora nem todos sejam mantidos em Londres. A maioria está em uso regular, e alguns (por exemplo, os Broughams) são dirigidos diariamente. Outros (acima de tudo, o Gold Coach) são usados apenas em grandes e raras ocasiões. A lista inclui veículos para uso pessoal, recreativo e esportivo, bem como aqueles projetados e mantidos para ocasiões do Estado:
- A Carruagem Estadual de Ouro
- A Carruagem Estadual Irlandesa
- A Carruagem Estadual Escocesa
- A Carruagem Estadual Australiana

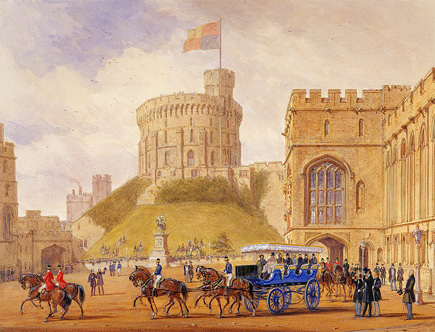
Charabanc (apresentado por Louis Philippe da França à Rainha Vitória) no Castelo de Windsor em 1844.

- A Carruagem Estadual do Jubileu de Diamante
- A Carruagem Estadual da Rainha Alexandra
- A Carruagem Estadual do Rei Edward VII
- A Carruagem de Vidro
- De várias Landau (carruagens) incluindo:
  - O Landau Estadual de 1902
  - Sete outros Landaus estaduais
  - Cinco Landaus semi-estaduais
  - Cinco Ascot Landaus
- Barouches e Sociables
- Broughams e Clarences
- Phaetons e Victorias
- Carruagens esportivas, incluindo uma rara Curricle
- Veículos recreativos, como o Louis-Philippe Charabanc (ilustrado)
- Uma variedade de carruagens de pônei, drags e veículos de exercício

Em um uso menos regular, o State Sledge, da Rainha Vitória, é um dos vários trenós reais nos Mews.
Também em exibição estão algumas das históricas e imaculadamente mantidas arreios e arreios (que também vêem o uso regular), que vão desde os itens mais simples usados para cavalos de exercício e trabalho, até as ricamente ornamentadas pinturas e arreios projetados para uso com o Estado similarmente designado. treinadores.

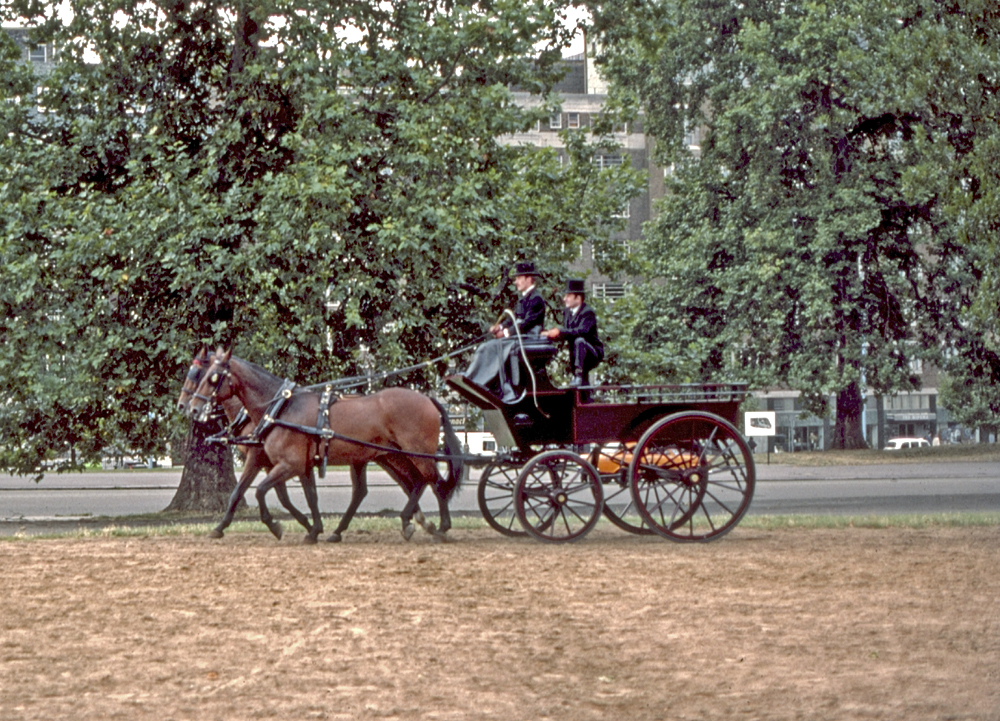
Os freios são usados regularmente para treinar e exercitar os cavalos de carruagem, como visto aqui no Hyde Park.

### Cavalos de carruagem
Os cavalos da Royal Mews hoje são em sua maioria Windsor Grays ou Cleveland Bays, embora isso nem sempre tenha sido o caso (por exemplo, por mais de 200 anos, os cavalos de Creme Hanoverian produziram um lugar de honra nos principais estados ocasiões, até que problemas devido à endogamia levaram seu uso a ser descontinuado em meados da década de 1920). Os cavalos são regularmente exercitados na arte de puxar carruagens (uma das razões para o uso contínuo de transporte puxado por cavalos para as rodadas mensageiras diárias); eles são usados para condução competitiva e recreativa, bem como para tarefas cerimoniais. O estrume que é produzido pelos cavalos é usado pelo jardim adjacente no Palácio de Buckingham.

### Carros de Estado
A manutenção e a provisão de veículos motorizados modernos fazem parte do trabalho dos Royal Mews tanto quanto os das carruagens e cavalos. O Estado e os carros 'semi-estatais' (em oposição aos de uso privado) são todos pintados de preto e preto; os cinco carros do estado estão sem placas de matrícula. Eles compreendem:

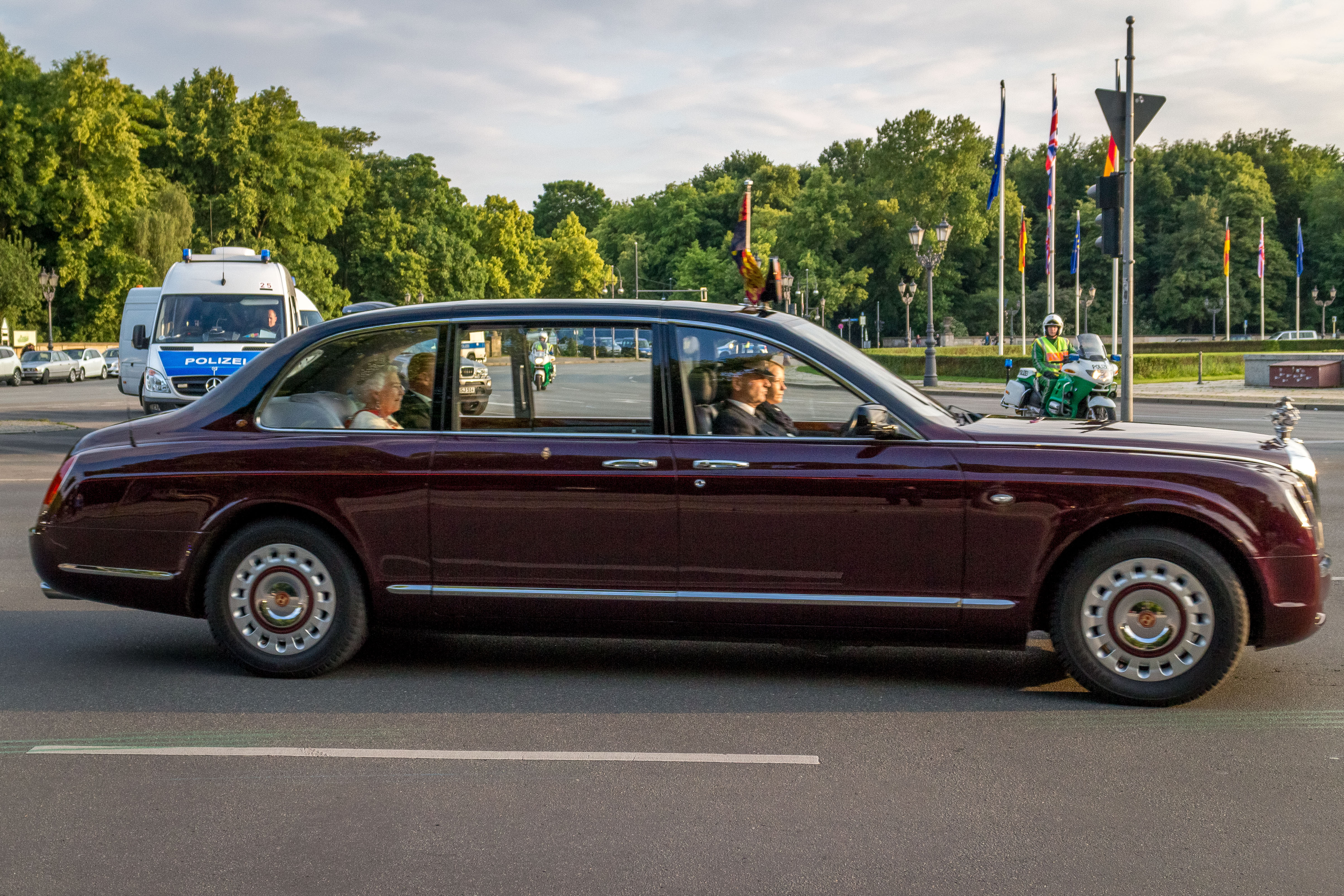
2002 Bentley State Limousine

- Dois Limousine do estado de Bentley (dado à rainha em 2002 para marcar seu Jubileu de Ouro)
- Dois Rolls-Royce Phantom VIs: o Phantom VI do Jubileu de Prata de 1977 e um Phantom VI de 1986, ambos quase idênticos, exceto pelo teto ligeiramente mais alto do exemplo de 1977.
- Um raro 1950 Phantom IV com corpo da HJ Mulliner & Co., o primeiro exemplo deste modelo construído. Foi equipado com uma caixa de velocidades automática em 1955.

### Veículos antigos

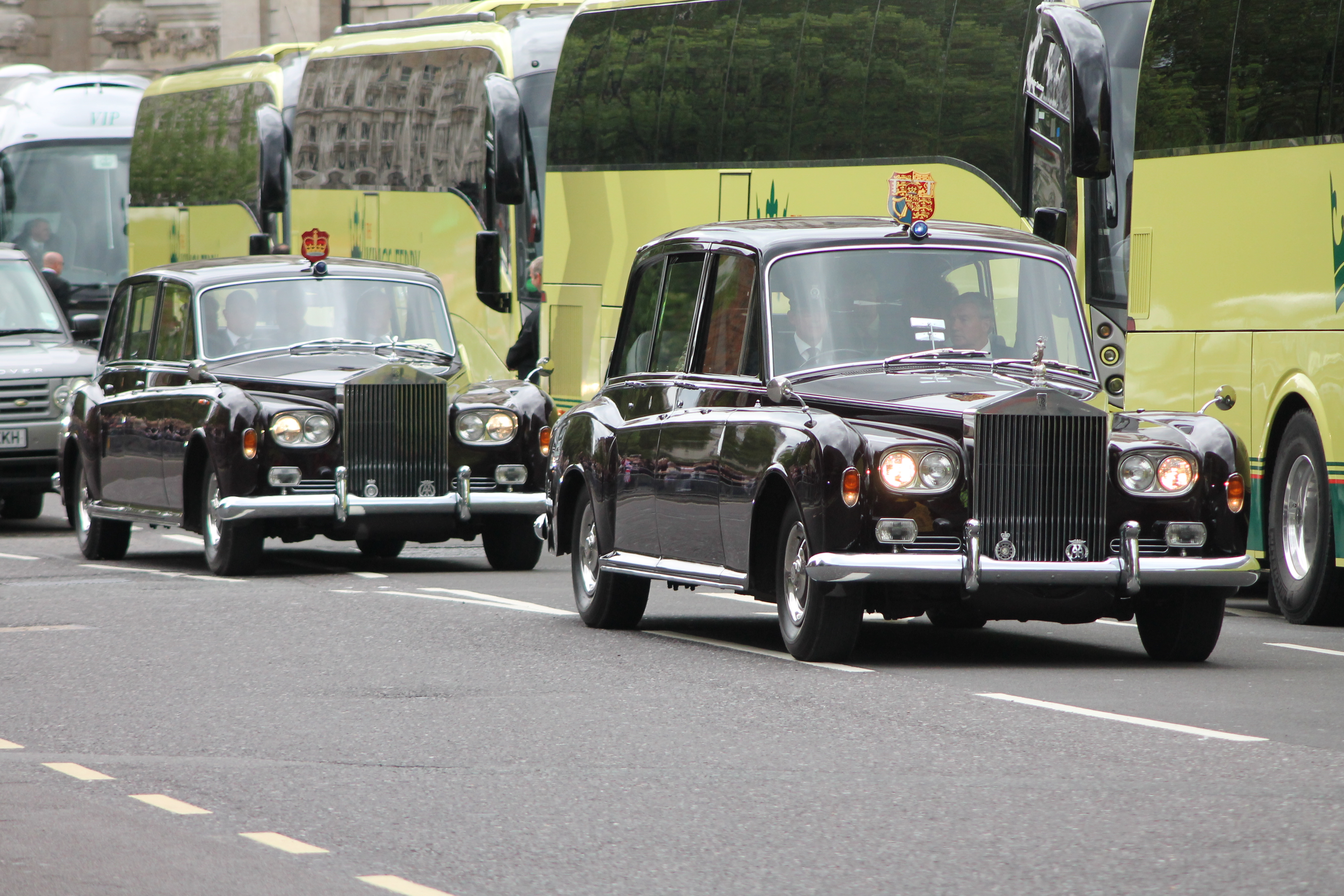
1986 (esquerda) e 1977 Rolls Royce Phantom VI.

- 1986 (esquerda) e 1977 Rolls Royce Phantom VI.Um par de carros estatais Rolls-Royce Phantom V entregues aos Mews em 1960 e 1961 (retirados da frota de trabalho após a aquisição dos Bentleys em 2002)
- Um lungulante Rolls-Royce Phantom IV de 1954 com o trabalho de Hooper. O carro está agora em empréstimo permanente na Fundação Sir Henry Royce Memorial, Paulerspury, Reino Unido.
- Um carro do estado de 1947 Daimler De36 Landaulet (construído para o rei Jorge VI e usado mais tarde pela rainha como o carro de estado No.2). O carro foi retirado do serviço ativo com a chegada do Rolls-Royce Phantom V, mas continuamente usado pela Rainha Mãe até meados da década de 1960.

### Semi carros de Estado

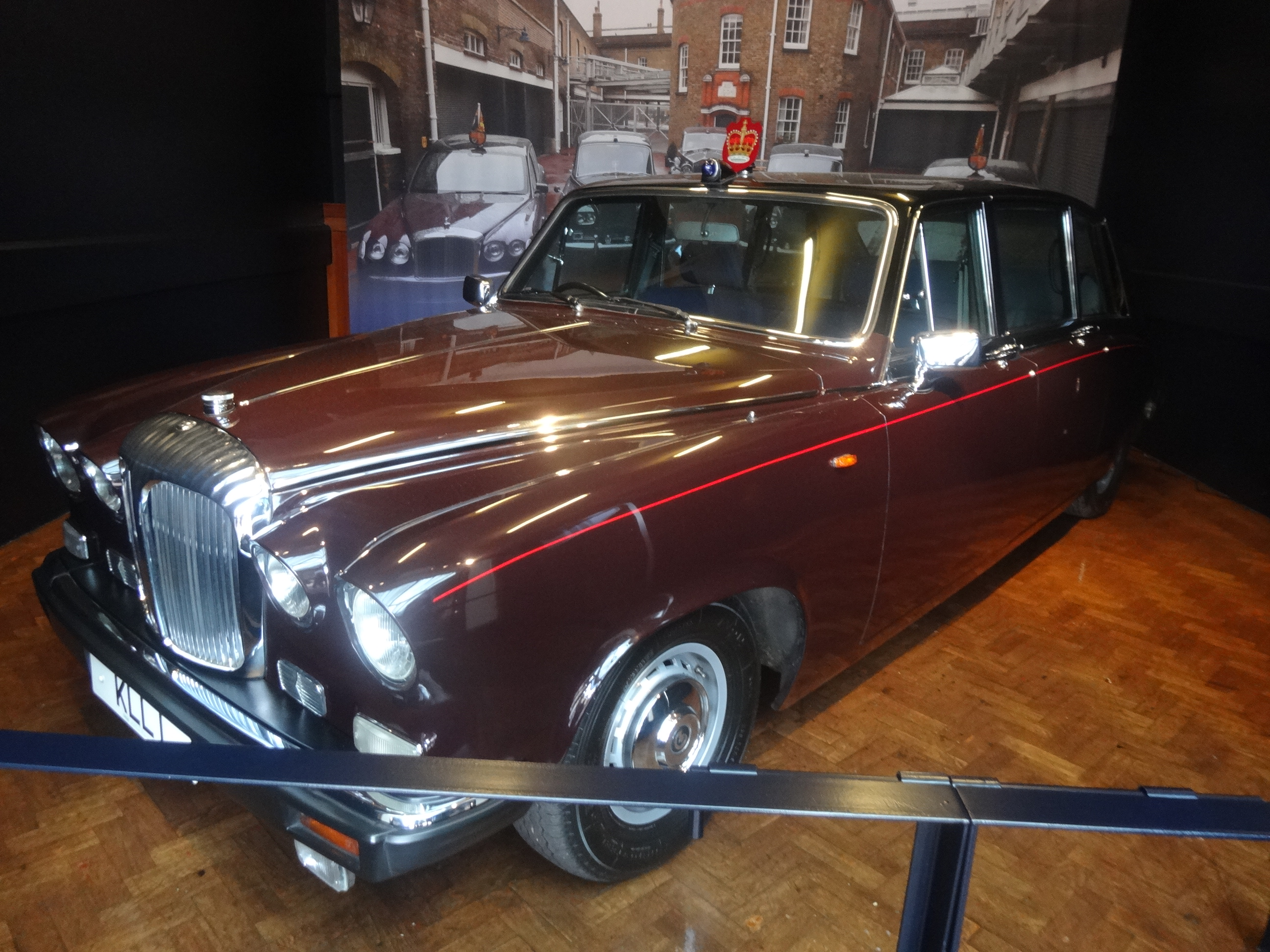
Um dos Daimler está em exibição no Royal Mews em 2017

Usado para ocasiões menos formais e como veículos de apoio:
- Duas limusines Jaguar XJ 2012 (chapas de matrícula NGN1 e NGN2)
- Três c. 1992 Limusines Daimler DS420 (matrículas KLL1, K326EHV e F728OUL)

### Supervisão oficial
O cuidado e treinamento de tantos cavalos, o cuidado contínuo e a manutenção das carruagens, carros e tachinhas, junto com o uso real desses veículos reais, significam que o Mews é uma parte muito ativa do Palácio. O Royal Mews Department é supervisionado por um oficial chamado Crown Equerry.

## Outras localidades

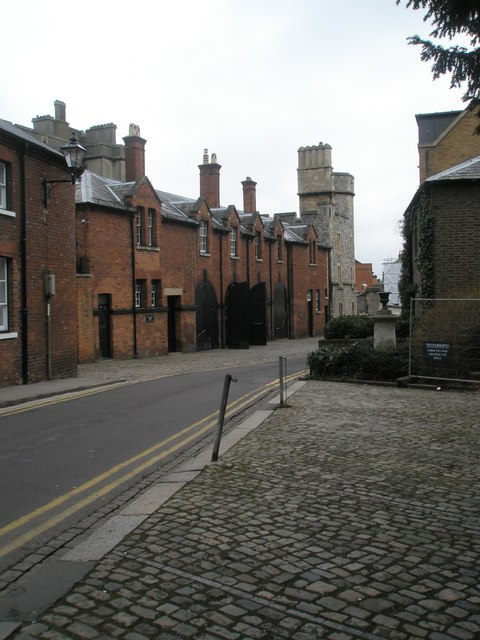
Entrada do Royal Mews no Castelo de Windsor

O Royal Mews, o Hampton Court Palace tem vista para o Hampton Court Green. Continua a fornecer acomodação para a equipe real, e os cavalos são estabulados lá de tempos em tempos. Não é aberto ao publico.
Há um Royal Mews em operação no Castelo de Windsor, onde as carruagens Ascot são normalmente mantidas, juntamente com os veículos usados no Windsor Great Park. Alguns cavalos para andar (em vez de dirigir) também estão aqui.
Em Holyrood, o Royal Mews (situado em Abbey Strand) é uma das partes mais antigas do Palácio, e ainda é mantido em serviço sempre que carruagens reais são usadas em Edimburgo.
Historicamente, os antigos estábulos do St. James's Palace, que ficava no local onde hoje fica Lancaster House, também foram referidos como Royal Mews.